# Billy Sheehan
William "Billy" Sheehan (geb. 19 maart 1953, Buffalo, New York) is een Amerikaanse bassist, bekend van de bands Mr. Big en The Winery Dogs. 
Hij is tevens bekend van onder anderen Steve Vai, Talas, David Lee Roth en Niacin. Ook is hij een groot fan van two-hand tapping op de basgitaar.

## Dvd's
| Dvd's met hitnoteringen in de Nederlandse Music Top 30 | Datum van verschijnen | Datum van binnenkomst | Hoogste positie | Aantal weken | Opmerkingen                        |
| ------------------------------------------------------ | --------------------- | --------------------- | --------------- | ------------ | ---------------------------------- |
| Live in Tokyo                                          | 2013                  | 07-09-2013            | 15              | 2            | met Portnoy, MacAlpine & Sherinian |

- Bibsys: 6094315
- Bibliothèque nationale de France: cb14044440v (data)
- Gemeinsame Normdatei: 134605934
- International Standard Name Identifier: 0000 0000 3308 1370
- Library of Congress Control Number: n92037959
- MusicBrainz: 60d6f69b-5845-4d46-80eb-f6d923361172
- Nationale Bibliotheek van Tsjechië: xx0130716
- Nationale Bibliotheek van Israël: 987009748263205171
- Nederlandse Thesaurus van Auteursnamen: 075178036
- Virtual International Authority File: 28724940
- WorldCat: E39PBJth6h68WYjCbMxkwqwcT3